# 폴 앤더슨 (작가)

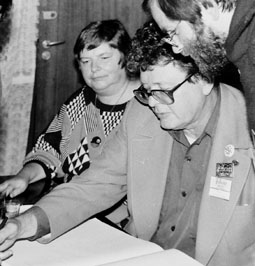
폴 앤더슨

폴 앤더슨(Poul Anderson, 1926년 11월 25일 ~ 2001년 7월 31일)는 미국의 소설가, SF 작가이다. 휴고상을 7번 네뷸러상을 3번 등 다양한 상을 수상하였다.